# Адриян Головня
Адриа́н Головня́ (1750—1831) — белорусский униатский деятель, грекокатолический епископ.
Присоединился к ордену василиан. 22 сентября 1809 года назначен вспомогательным епископом Виленского диоцеза, титулярным епископом Оршанским, а 10 января 1811 года рукоположен в этот сан. Хиротонию совершил грекокатолический архиепископ Рыгор Каханович в присутствии римско-католических епископов Якуба Дедерки и Киприана Одинца. В 1818 году назначен вспомогательным епископом Минским. Вышел на пенсию в 1828 году.
Следует отметить, что мать Франтишка Богушевича, Констанция, была племянницей епископа Адриана Головни. Поэтому основоположник современной белорусской литературы написал в поэме «Свая зямля»: «Былі уніяты калісьці дзяды».